# Institut Mines-Télécom
Die Institut Mines-Télécom (IMT) ist eine französische Ingenieurschule in Paris, auf dem Campus der Universität Paris-Saclay.
Sie ist Mitglied der Conférence des Grandes Écoles. Ziel der Ausbildung ist das sogenannte Ingenieursdiplom 'Ingénieur IMT', das einem Master entspricht.

## Diplome Institut Mines-Télécom
- Master Ingénieur IMT
- sechs Masters Forschung Ingenieurwissenschaft
- sechs Masters Professional Ingenieurwissenschaft
- Graduiertenkolleg: PhD Doctorate
- Mastère spécialisé
- Executive MBA
- Massive Open Online Course[2]

## Forschung und Graduiertenkolleg
- Digital
- Energie
- Natürliche Ressourcen und Umwelt
- Fortgeschrittene Materialien
- Wirtschaft, Wirtschaft und Gesellschaft[3].